# 云南省水利厅
云南省水利厅是云南省人民政府水利行政主管部门。

## 历史沿革
1950年3月，中国人民解放军西南军区昆明市军事管制委员会接管原云南省建设厅水利局、水利部云南水文总站等单位。1951年3月，成立云南省人民政府农林厅水利局。1954年农林分离，水利局隶属于云南省农业厅。1964年3月，农业厅水利局改受省人委直属。1965年3月，云南省农业厅水利局改为云南省水利厅。
1966年6月文化大革命开始后，水利厅的工作陷入瘫痪，大部分职工迁至蒙自草坝五七干校劳动。1973年5月，成立云南省水利局。1981年1月，改称云南省水利厅。1984年1月，改称云南省水利水电厅。2000年7月，改称云南省水利厅。

## 机构设置
职能部门
- 办公室
- 河长（湖长）制工作处
- 规划计划处
- 政策法规处
- 资产财务处
- 水资源处
- 建设运行管理处
- 水土保持处
- 农村水利水电处
- 监督处
- 水旱灾害防御处
- 科技外事处和机关党委（人事处）
- 离退休人员办公室

直属事业单位
- 云南省水利工程管理局
- 云南省水利厅机关服务中心
- 云南省防汛抗旱指挥调度中心

## 历任领导
历任厅长
| 姓名   | 任期                   | 注释 |
| ------ | ---------------------- | ---- |
| 孙有寿 | 1983年8月－1989年12月  |      |
| 李季兴 | 1990年1月－1996年3月   |      |
| 张淼   | 1996年3月－2000年3月   |      |
| 孔垂柱 | 2000年9月－2003年1月   |      |
| 李映德 | 2003年1月－2003年5月   |      |
| 谢承彧 | 2003年7月－2007年12月  |      |
| 周运龙 | 2007年12月－2012年12月 |      |
| 陈坚   | 2013年1月－2017年3月   |      |
| 刘刚   | 2017年3月－2021年7月   |      |
| 胡朝碧 | 2021年7月－            |      |